# ナンシー・リッチー
ナンシー・リッチー（Nancy Richey, 1942年8月23日 - ）は、アメリカ・テキサス州サンアンジェロ出身の女子テニス選手。1960年代にアメリカを代表する選手として活躍し、4大大会で女子シングルス2勝、女子ダブルス4勝を挙げた。彼女の全盛時代は、1968年に実施されたテニス界の「オープン化措置」をまたぐ境目の時期であり、リッチーはオープン化制度のもとで開かれた1968年の「全仏オープン」で女子シングルス優勝者になった。

## 来歴
リッチーは冷静なベースライン・プレーヤーとして知られ、試合中にネットに出ることは少ないテニス・スタイルだったという。弟のクリフ・リッチーも当時の著名なテニス選手で、ナンシーはクリフとともに“姉弟テニス選手”と呼ばれた。彼女と同時代の女子テニス選手には、同じアメリカのビリー・ジーン・キング夫人、マーガレット・スミス（オーストラリア）、マリア・ブエノ（ブラジル）などの強豪選手がいた。
リッチーの父親はプロのテニス選手で、ナンシーとクリフの姉弟は幼時から父親の手ほどきでテニスを学んだ。ナンシーは1963年から1968年まで、「全米クレーコート選手権」（US Clay Courts）にシングルス6連勝を達成する。1965年、リッチーは全米選手権女子ダブルスでキャロル・グレーブナーとペアを組み、ビリー・ジーン・モフィット（キング夫人の旧姓）＆カレン・サスマン組を破って4大大会初優勝を飾った。ナンシー・リッチーの全盛期は1966年に訪れ、全豪選手権・全仏選手権・全米選手権の3大会で女子シングルス決勝に進み、全豪選手権・ウィンブルドン選手権・全米選手権で女子ダブルスの年間3冠を獲得したが、女子シングルス決勝では3大会とも準優勝に終わった。シングルス決勝で敗れた相手は、全豪選手権はマーガレット・スミス、全仏選手権はアン・ヘイドン＝ジョーンズ（イギリス）、全米選手権はマリア・ブエノであった。ダブルス3冠のパートナーは、全豪選手権は前年の全米選手権と同じキャロル・グレーブナーであったが、ウィンブルドンと全米選手権ではマリア・ブエノと組んで2連勝を果たしている。
1967年の全豪選手権女子シングルスで、リッチーはようやく前年度の無念を晴らし、決勝でレスリー・ターナー（オーストラリア）を 6-1, 6-4 で破って初優勝を達成した。彼女のテニス経歴を通じて、全豪選手権の出場は1966年と1967年の2度だけだった（1966年にシングルス準優勝＆ダブルス優勝、1967年にシングルス優勝）。しかし、1967年後半のリッチーは極度の成績不振に陥ってしまう。1968年、テニス界は4大大会にプロ選手の出場を解禁する「オープン化措置」実施を決定し、オープン化制度のもとで最初に「全仏オープン」が開かれた。リッチーはこの大会の女子シングルスでアン・ヘイドン＝ジョーンズを 5-7, 6-4, 6-1 で破って優勝し、「オープン化時代」（Open Era）最初のグランドスラム大会優勝者としてテニスの歴史に名前を残した。その後は1969年に「全米オープン」で通算2度目の決勝に進んだが、マーガレット・スミス・コート夫人に敗れて準優勝に終わっている。リッチーの全米選手権（全米オープン）成績は、女子シングルス準優勝2度・女子ダブルス2連勝の記録を残した。
リッチーは1970年にケネス・グンター（Kenneth Gunter）と結婚して「ナンシー・リッチー・グンター」と名乗ったが、1975年に離婚して旧姓の「ナンシー・リッチー」に戻した。1978年の全米オープン1回戦敗退を最後に現役を引退し、2003年に国際テニス殿堂入りを果たしている。

## 4大大会優勝
- 全豪選手権　女子シングルス：1勝（1967年）／女子ダブルス：1勝（1966年）　［女子シングルス準優勝1度：1966年］
- 全仏オープン　女子シングルス：1勝（1968年）　［オープン化大会での優勝。準優勝1度：1966年］
- ウィンブルドン選手権　女子ダブルス：1勝（1966年）
- 全米選手権　女子ダブルス：2勝（1965年＆1966年）　［女子シングルス準優勝2度：1966年・1969年］